# Гуревич, Ефим Наумович
Ефим Наумович Гуревич (29 января 1910, Орёл — 6 ноября 1983, Коломна, Московская область) — советский военачальник, генерал-майор артиллерии (1959).

## Начальная биография
Ефим Наумович Гуревич родился 29 января 1910 года в Орле.

## Военная служба

### Довоенное время
В мае 1932 года был призван в ряды РККА и направлен на учёбу в Московскую артиллерийскую школу имени Л. Б. Красина, после окончания которой в ноябре 1934 года был направлен в 3-й корпусной артиллерийский полк (Московский военный округ), дислоцированный в городе Шуя (Ивановская область), где служил на должностях командира взвода, курсового командира полковой школы, командира топобатареи и заместителя командира разведывательного дивизиона.
В октябре 1936 года направлен на учёбу на артиллерийские курсы усовершенствования командного состава в Пушкине, которые закончил в июне 1937 года, а в ноябре того же года — на учёбу на специальное морское отделение в составе Военно-технической академии имени В. М. Молотова, однако в октябре 1938 года приказом наркома обороны Гуревич был переведён в Артиллерийскую академию имени Ф. Э. Дзержинского.

### Великая Отечественная война
С началом войны Гуревич продолжил учёбу в академии, по окончании которой в августе 1941 года назначен на должность помощника командира 838-го артиллерийского полка (291-я стрелковая дивизия), который принимал участие в ходе оборонительных боевых действий за Гатчину, а с сентября вёл боевые действия на Карельском перешейке. В январе 1942 года назначен на должность заместителя командира по строевой части этого же полка. В боях был тяжело ранен в голову и контужен.
В июне 1942 года назначен на должность начальника разведывательного отделения штаба артиллерии 23-й армии, а в октябре — на эту же должность в 55-й армии, которая вела оборонительные боевые действия в районе Колпино. В декабре того же года был назначен на должность начальника оперативного отдела штаба артиллерии Ленинградского фронта, а в августе 1943 года — на должность командира 129-го корпусного артиллерийского полка.
В составе Ленинградского контрбатарейного артиллерийского корпуса Гуревич возглавлял контрбатарейную группу Ораниенбаума, которая была создана с целью подавления артиллерийских батарей противника, обстреливавших Ленинград из района Беззаботное. Находясь на этой должности, принимал участие в ходе Ленинградско-Новгородской наступательной операции.
В мае 1944 года назначен на должность начальника штаба 3-го Ленинградского артиллерийского корпуса, который принимал участие в боевых действиях в ходе Выборгско-Петрозаводской наступательной операции. С 26 по 30 октября Гуревич временно исполнял должность командира этого корпуса. Вскоре корпус принимал участие в ходе Восточно-Прусской, Восточно-Померанской и Берлинской наступательных операций.

### Послевоенная карьера
После окончания войны находился на прежней должности в составе Ленинградского военного округа.
В январе 1951 года назначен на должность командующего артиллерией 17-го стрелкового корпуса (Туркестанский военный округ), в октябре 1955 года — на должность начальника Артиллерийского арсенала № 22 Главного артиллерийского управления, а в феврале 1965 года — на должность начальника Учебного центра «Спецназ» (Московский военный округ).
Генерал-майор артиллерии Ефим Наумович Гуревич в марте 1971 года вышел в запас по болезни. 
Умер 6 ноября 1983 года в Коломне (Московская область).

## Награды
- Четыре ордена Красного Знамени;
- Орден Кутузова 2 степени;
- Орден Александра Невского;
- Орден Отечественной войны 1 степени;
- Три ордена Красной Звезды;
- Медали;
- Иностранные орден и медаль.